# Uroš Krek (skladatelj)
Uroš Krek, slovenski skladatelj in pedagog, * 21. maj 1922, Ljubljana, † 3. maj 2008, Jesenice, Slovenija.

## Življenjepis
Na Akademiji za glasbo v Ljubljani je študij kompozicije zaključil leta 1947 pri Lucijanu Mariji Škerjancu. Bil je tudi urednik simfoničnih oddaj in kasneje glavni urednik glasbenega programa na Radiu Ljubljana. Od leta 1959 do 1968 je bil znanstveni sodelavec glasbeno-narodopisnega inštituta v Ljubljani. Od tega leta naprej pa do leta 1982 je poučeval na glasbeni akademiji v Ljubljani. Bil je profesor kompozicije in teoretičnih predmetov. Uroš Krek je bil tudi večletni predsednik Društva slovenskih skladateljev. V času svojega življenja je veljal za enega najtehtnejših sodobnih komponistov, ki je ustvarjal za vse vrste glasbenih zasedb. V svojo glasbo je rad vpletel tudi folklorne elemente. Folklorno glasbeno izročilo z etničnega ozemlja (od Rezije do Porabja) je tudi zbiral, zapisoval in preučeval. Posnel je 13 etnoloških in etnomuzikoloških filmov. Bil je redni član Slovenske akademije znanosti in umetnosti (SAZU) in dopisni član Hrvaške akademije znanosti in umetnosti. 

### Priznanja in nagrade
Leta 1975 in 1976 je dobil Badjurovo nagrado za filmsko glasbo, prav tako za filmsko glasbo pa tudi nagrado Zlata arena. Slovenska filharmonija ga je leta 1988 imenovala za častnega člana, Univerza v Ljubljani pa mu je leta 1995 podelila naziv zasluženega profesorja. Leta 1992 je prejel Prešernovo nagrado za življenjsko delo, predtem pa še Nagrado Prešernovega sklada za violinski koncert ter za Simfonietto. 1996 je prejel tudi Kozinovo nagrado za življenjsko delo.

## Dela
Krekov opus obsega takorekoč vse glasbene zasedbe, najboljša dela pa so nastala za godalne inštrumente. Krek je v svoji glasbi združeval resnobno refleksivnost in radoživo muzikalnost. Komponiral je instrumentalna, vokalno-instrumentalna in vokalna dela, njegovo glasbeno ustvarjanje pa je poseglo tudi na področja dramske, scenske in filmske glasbe. 
V svojem kompozicijskem stavku je ostal zvest klasičnemu izrazu, za katerega sta značilni klasicistično jasna oblikovna misel in poglobljena, mestoma celo ekspresivna izraznost.
- Orkestralna glasba: 
  - Simfonietta za simfonični orkester
  - Rapsodični ples za simfonični orkester
  - Sonatina za godala
- Glasba za solista in orkester:
  - Koncert za violino in orkester
  - Concertino za piccolo in orkester
  - Koncert za rog in godalni orkester
- Zborovska glasba: 
  - Prekmurska za ženski zbor
  - Mlini življenja za mešani zbor
  - Smrti za moški zbor
- Komorna glasba: 
  - Seconda sonata za violino in klavir
  - Canto za violo in harfo
  - Kolovrat - tri skladbe za kvintet trobil
- Solistična glasba: 
  - Sonatina za oboo solo
  - Meditacije za orgle